# Lillkatava
Lillkatava (finska: Vähäkatava  ) är den 75:e stadsdelen i Björneborg. Den ligger i Havs-Björneborg, mellan Storkatava i väster och Dyltö eller också Styltö i öster. Lillkatava tillhör Räfsö skoldistrikt och har postnummer 28900. Genom området går väg till Räfsö och järnväg till Vetenskär.